# مغربيات من القدس (فلم)
مغربيات من القدس فلم مغربي للمخرج عبد الله المصباحي من بطولة السورية رغدة و العداءة المغربية نزهة بيدوان و المغنية المغربية كريمة الصقلي إضافة لنجوم السينما المغربية, أمينة رشيد, لطيفة أحرار, محمد مفتاح و من تصوير المصري محسن نصر و المغربي عبد الكريم الدرقاوي, الفيلم يتكلم حول المأساة اليومية التي يعيشها الشعب الفلسطيني و كفاحه من أجل حريته.